# Souterrain von Releagh
 Das 2015 entdeckte Souterrain von Releagh liegt im Townland Releagh (irisch Roilíoch), an der Straße N71 zwischen Bonane und Glengarriff nahe der Grenze zum County Cork im County Kerry in Irland. Bei Souterrains wird zwischen „earth-cut“, „rock-cut“, „mixed“, „stone built“ und „wooden“ (z. B. Coolcran, County Fermanagh) Souterrains unterschieden. Das Souterrain von Releagh ist eines der seltenen „rock-cut“ Exemplare. Das Tunnelsystem wurde in die Geröll- und Grundgesteinschichten geschnitten und enthält zwei Kammern, die etwa 4,0 m breit sind.
Die Mehrheit der irischen Souterrains scheint zwischen 750 und 1250 n. Chr. errichtet und genutzt worden zu sein. Sie werden oft in Verbindung mit Duns oder Ringforts gefunden (es gibt aber keine Belege für ein Ringfort bei Releagh).